# Manila Esposito
Manila Esposito (Boscotrecase, 2 de noviembre de 2006) es una deportista italiana que compite en gimnasia artística.
Participó en los Juegos Olímpicos de París 2024, obteniendo dos medallas, plata en la prueba por equipos (junto con Angela Andreoli, Alice D'Amato, Elisa Iorio y Giorgia Villa) y bronce en la barra de equilibrio.
Ganó nueve medallas en el Campeonato Europeo de Gimnasia Artística entre los años 2023 y 2025.

## Palmarés internacional
| Juegos Olímpicos   | Juegos Olímpicos   | Juegos Olímpicos  | Juegos Olímpicos     |
| Año                | Lugar              | Medalla           | Prueba               |
| ------------------ | ------------------ | ----------------- | -------------------- |
| 2024               | París (Francia)    | Medalla de plata  | Concurso por equipos |
| 2024               | París (Francia)    | Medalla de bronce | Barra                |
| Campeonato Europeo |                    |                   |                      |
| Año                | Lugar              | Medalla           | Prueba               |
| 2023               | Antalya (Turquía)  | Medalla de plata  | Barra                |
| 2023               | Antalya (Turquía)  | Medalla de plata  | Concurso por equipos |
| 2024               | Rímini (Italia)    | Medalla de oro    | Barra                |
| 2024               | Rímini (Italia)    | Medalla de oro    | Suelo                |
| 2024               | Rímini (Italia)    | Medalla de oro    | Concurso individual  |
| 2024               | Rímini (Italia)    | Medalla de oro    | Concurso por equipos |
| 2025               | Leipzig (Alemania) | Medalla de oro    | Concurso individual  |
| 2025               | Leipzig (Alemania) | Medalla de oro    | Concurso por equipos |
| 2025               | Leipzig (Alemania) | Medalla de plata  | Suelo                |
| 2025               | Leipzig (Alemania) | Medalla de bronce | Equipo mixto         |